# Ламентіс
«Ламентіс» (англ. Lamentis) — третій епізод першого сезону американського телесеріалу «Локі», заснованого на однойменному персонажа Marvel Comics. У цьому епізоді альтернативна версії персонажа виявляються на чужій планеті під час апокаліпсису, без можливости втекти. Дія епізоду відбувається в Кіновсесвіті Marvel (КВМ), і він безпосередньо пов'язаний з фільмами франшизи. Сценарій до нього написала Біша К. Алі, а режисеркою стала Кейт Геррон.
Том Гіддлстон знову виконує роль Локі із серії фільмів, у той час Софія Ді Мартіно виконує роль жіночої версії персонажа на ім'я Сильві. В епізоді також з'являються Ґуґу Мбата-Роу і Саша Лейн. Геррон приєдналася до серіалу в серпні 2019 року. Зйомки проходили на Pinewood Atlanta Studios і в мегаполісі Атланти.
«Ламентіс» був випущений на Disney+ 23 червня 2021 року. Критики високо оцінили взаємодії між Гіддлстоном і Ді Мартіно і відзначили подібності між епізодом і серіалом «Доктор Хто», хоча у них були змішані почуття з приводу рішення серіалу відхилитися від більш широкого оповідання; деякі оцінили підвищену увагу до опрацювання персонажів, в той час як інші вважали, що це може вплинути на загальний темп серіалу. Підтвердження того, що Локі є бісексуалом, набуло широкого обговорення.

## Сюжет
В Алабамі в 2050 році змінювачка, також відома як Сільві, проникає в свідомість полоненого нею агента Управління часовими змінами (УЧЗ), Мисливиці C-20, і створює спогади, щоб зібрати інформацію про місцезнаходження Хранителів часу, творців УЧЗ. Локі і мисливці УЧЗ прибувають туди, щоб затримати змінювачку.
Сільві і Локі прибувають в УЧЗ. Вона намагається знайти Хранителів часу, а він намагається затримати її. Однак з'являється суддя УЧЗ Равонна Ренслеєр і нападає на них. Локі використовує темпад, щоб телепортувати себе і Сільві. Вони прибувають в 2077 рік на місяць Ламентіс-1, який скоро буде зруйнований планетою. Але у темпада закінчилася енергія. Локі за допомогою магії сховав темпад, але тільки Сільві знає, як його перезарядити, тому вони погоджуються працювати разом.
Для перезарядки потрібно космічний корабель «Ковчег», який призначений для евакуації багатих жителів Ламентіса. Два змінювачі пробираються на поїзд, який прямує до корабля. Однак Локі напивається і вступає в бійку з охоронцями, які скидають його з поїзда. Сільві стрибає за ним. Темпад остаточно зламаний і вони змінюють план, до «Ковчега» вони йдуть пішки, щоб спробувати його захопити і втекти з місяця.
Під час подорожі Сільві розповідає, що агенти і мисливці УЧЗ є варіантами живих істот (як вона і Локі), а не створіннями Хранителів часу, як стверджував агент Мобіус М. Мобіус. Два змінювачі крізь міську охорону добираються до «Ковчега», але в цей момент метеоритний дощ руйнує корабель, прирікаючи Сільві і Локі на смерть.

## Виробництво

### Розробка
До жовтня 2018 року Marvel Studios розробляла міні-серіал за участю Локі (Том Гіддлстон) з фільмів Кіновсесвіту Marvel (КВМ). У листопаді генеральний директор Disney Боб Айґер підтвердив, що «Локі» знаходиться в розробці. У серпні 2019 року Кейт Геррон була найнята в якості режисера серіалу. Геррон і головний сценарист Майкл Волдрон, поряд з Гіддлстоном, Кевіном Файґі, Луїсом Д'Еспозіто, Вікторією Алонсо і Стівеном Бруссард стали виконавчими продюсерами. Сценарій до епізоду, який називається «Ламентіс», написала Біша К. Алі. 

### Сценарій
Обговорюючи використання Змінювачки псевдоніма «Сільві», Софія Ді Мартіно сказала, що, хоча персонаж був натхненний Сільві Лаштон / чарівниці і Леді Локі з Marvel Comics, вона — інша людина з іншого передісторією, відмінною від цих персонажів, а також від Локі Гіддлстона. «Ламентіс» встановлює, що Локі і Сільві є бісексуалами. Геррон, яка також є бісексуалкою, сказала, що підтвердження цього було дуже важливим для неї, так як це є частиною того, «ким є він і ким є я», і назвала це «маленьким кроком». Софія Ді Мартіно заявила, що вони з Гіддлстоном спробували зробити цей момент «природним розмовою між двома знайомими», не надаючи заявою «занадто великого значення», при цьому розуміючи важливість того, яким буде цей момент. 
Метафора Локі про те, що «кохання — це кинджал», була «дуже, дуже швидко» написана Волдрон, коли він повернувся до цього епізоду. Оскільки Локі в той момент був п'яний, це «звільнило [Волдрон]», щоб він не дуже замислювався про це, і він також знав, що це не повинно було мати великого сенсу, оскільки, як і у випадку з іншими метафорами Локі, це «майже працює». Гіддлстон додав, що метафора була репрезентативною для досвіду Локі в любові до цього моменту, оскільки це була «свого роду ілюзія, якої він довіряв і яка підвела його». Він продовжив, що Локі вірив, що створив щось глибоке, хоча це було не так, і це була можливість для Сільві «розірвати міхур помпезности Локі». 

### Кастинг
Головні ролі в епізоді виконують Том Гіддлстон (Локі), Софія Ді Мартіно (Сільві), Ґуґу Мбата-Роу (Равон Ренслеєр) і Саша Лейн (Мисливець C-20).:37:36–37:53 Також в епізоді з'являються Сюзан Галлахер (ламентійская поселенка), Алекс Ван (Патріс), Бен Вандермей (рядовий Гадсон) і Джон Коллін Барклі (капрал Гікс).:39:04

### Зйомки і візуальні ефекти
Зйомки проходили в павільйонах студії Pinewood Atlanta в Атланті, Джорджія,:9 де режисером стала Геррон, а Отем Дюральд Аркапоу виступила в якості оператора.:2 Натурні зйомки проходили в мегаполісі Атланти, в тому числі в кар'єрі в північній Джорджії, який став шахтарським містом Ламентіс-1.:10 Сцена в поїзді, коли Локі і Сільві обговорюють своє особисте життя і згадують про свою бісексуальність, була знята з «м'яким сяйвом фіолетового освітлення», причому різні персонажі в сцені були одягнені в сині костюми; фіолетовий, синій і рожевий — кольори, які представляють бісексуальність і її прапор. 
Візуальні ефекти були створені компаніями Digital Domain, Lola, FuseFX, Rodeo FX, Method Studios, Luma Pictures, Cantina Creative, Crafty Apes і Rise.:40:14–40:32

### Музика
В епізоді присутні пісні «Demons» від Гейлі Кійоко і «Dark Moon» від Бонні Ґітар. Marvel звернулася до норвезького автору Ерленд О. Нёдтведту і музиканту Бенедикта Маурсет з проханням створити асгардскую застольну пісню, яку заспівав Локі в епізоді. Пісня під назвою «Jeg Saler Min Ganger» була написана як традиційна народна пісня, при цьому Недтведт і Маурсет написали чотири куплета, незважаючи на те, що в епізоді використовувався тільки один; повна пісня буде доступна в саундтреку серіалу. Ханна Шоу-Вільямс з Screen Rant подумала, що, хоча приспів був «веселим і оптимістичним», вірш, почутий в епізоді, був «набагато більш меланхолійним» з пронизливими текстами, які «відображають добровільну ізоляцію і самотність Локі». 

## Маркетинг
Після виходу епізоду Marvel анонсувала товари, натхненні цим епізодом, в рамках своєї щотижневої акції «Marvel Must Haves» для кожного епізоду серіалу, включаючи одяг, аксесуари і фігурки Сільві від Funko Pops, Hot Toys, Cosbaby і Marvel Legends. Marvel також випустила рекламний плакат для епізоду, в якому фігурувала метафора Локі «кохання — це кинджал» з епізоду. 

## Випуск
«Ламентіс» був випущений на Disney+ 23 червня 2021 року. 

## Реакція

### Глядацька авдиторія
Компанія Nielsen Media Research, яка вимірює кількість хвилин, яку глядачі США переглядають на телевізорах, назвала Локі найпопулярнішим оригінальним потоковим серіалом за тиждень з 21 по 27 червня 2021 року. 713 мільйонів хвилин було переглянуто протягом перших трьох доступних епізодів, що на 19,5% менше, ніж минулого тижня.

### Реакція критиків
Агрегатор рецензій Rotten Tomatoes присвоїв епізоду рейтинг 84% із середнім балом 7,49 / 10 на основі 31 відкликання. Консенсус критиків на сайті говорить: «Чарівна Софія Ді Мартіно виявляється гідним варіантом в епізоді" Ламентіс ", апокаліптичному піт-стопі серіалу, який в своїх хитрих рукавах приховав натхнення" Доктором Хто "- на краще це чи на гірше».
У своєму огляді «Rolling Stone», Алан Сепінуолл сказав, що у серіалу, що складається з шести подібних епізодів, не повинно бути часу відхилятися від основної розповіді для подальшого вивчення персонажів. Проте, епізод «визнає, що якщо ми не розуміємо, хто така Сильвія, і то, як вона схожа і не схожа на свій чоловічий варіант, то нічого з її кінцевої мети насправді не має значення. Об'їзд так само важливий, як і — хоч і не більше важливий — все, що відбувалося раніше», називаючи його «Гельській розважальним». Сепінуолл також вважав, що цей епізод був «відмінним прикладом того, як ці нові серіали КВМ можуть відрізнятися від фільмів, при цьому всі ще відчуваючи себе частиною однієї і тієї ж ширшої історії». Давши епізоду оцінку «B-», Керолайн Сіде з The AV Club сказала, що епізод був «переповнений стилем і сповнений багатообіцяючих ідей», однак зазначила, що, хоча можна легко описати цей епізод «Локі» з різних аспектів, які з'явилися або відбулися, він все одно відчувався як «половина епізоду», який «так і не набрав обертів» або не мав реальних ставок. Проте, «навіть такий епізод-"філлер", як цей, все ще дуже смотрібелен», причому Сіде вказала на різні моменти міропостроенія, які відбулися, і «солідні» бойові сцени, але хотіла б, щоб «Ламентіс» витратив більше часу на вивчення історії Сільві та задався питанням, чи буде епізод «в кінцевому підсумку грати краще в ретроспективі, як тільки ми дізнаємося, куди направляється сезон».
Сиддхант Адлаха з IGN сказав, що епізод «показує, наскільки цей серіал є рідкісною роботою Marvel з будь-яким реальним візуальним франтівством. Однак він часто утруднений і закінчується тим, що історія постає на місце і закінчується досить різко». Адлаха також відчув, що деякі діалоги були «особливо дотепними і марвеловскій, в незвичному дусі», як у випадку з Робертом Дауні-мол. у «Залізній людині» (2008), «але тепер вони здаються застарілої заміною опрацювання персонажів». Він також відчував, що «Локі» повинен «розслабитися» і «насолодитися нескінченним хаосом прямо за його рамками», бажаючи, щоб «виробнича машина Marvel [пішла б] зі шляху [творчих людей] і дозволила їм розповісти захоплюючу історію, де персонажі визначаються не візуальною і оповідною формулою, а можливістю»; Адлаха дав «Ламентісу» 7 балів з 10.
Багато оглядачів відчували, що цей епізод має схожість з серіалом «Доктор Хто», в той час як Сепінуолл описав «Ламентіс» як «малоймовірне, але привабливе перехресне запилення» цього серіалу і фільму «До сходу сонця» (1995). Взаємодія між Гіддлстоном і Ді Мартіно в епізоді також отримало широку похвалу.

### Аналіз
Оглядачі обговорювали розкриття Змінювачки, який отримав прізвисько «Сільві». Сепінуолл порахував, що це більше схоже на «звичку КВМ поєднувати аспекти персонажів коміксів ... [швидше] ніж приманка і підміна», зазначивши, що Гіддлстон і Ді Мартіно «явно обігравали різні аспекти одного і того ж персонажа». Сем Барсанті з The AV Club вважав, що «дуже можливо», що Сільві була просто іншою версією Локі з іншої часової лінії, оскільки в фільмах за коміксами була історія об'єднання імен та описів декількох персонажів «просто заради того, щоб не винаходити зовсім нову річ». І навпаки, оскільки Барсанті вказав, що Сільві ще не сказала, що вона Локі, і просить, щоб її так не називали, вона все одно може виявитися чарівниці в КВМ. Ітан Олтер з Yahoo Entertainment вважав, що Сільві в кінцевому підсумку стане сплавом Леді Локі і чарівниці, що було поширеною теорією фанатів.
Багато оглядачів говорили про розкриття того, що Локі є бісексуалом. Сиддхант Адлакха з IGN сказав: «У той час як це далеко від будь-якого відкритого прояву сексуальности ... це хороший, хоча і швидкоплинний спосіб для Діснея, нарешті, натиснути на цей спусковий гачок», додавши, що Локі, швидше за все, був найпомітнішим персонажем-квіром від Діснея. Салони Гаджар з The AV Club назвала розкриття «великою справою для фанатів КВМ», але не вважала за це дивним, оскільки Локі в коміксах є пансексуалом і гендерно-флюідним. Вона сказала, що на додаток до того, що Фастос є геєм в «Вічних» (2021), а бісексуальність Валькірії вивчається у фільмі «Тор: Кохання та грім» (2 022), Marvel Studios «явно намагалася подолати критику за запізнення на вечірку з її сумній репрезентацією ЛГБТК+».
Адам Б. Вері з «Variety» зазначив, що Локі був першим персонажем-квір Marvel Studios, і відчув, що розкриття, що відбулося під час Місяця гордости, було визнанням студією того, що «випадкове одкровення» матиме важливе значення для багатьох ЛГБТ-фанатів. Проте, Вері був збентежений тим, що визнання зазначалося як віха для квір-репрезентації, оскільки інші роботи про супергероїв вже охопили це спільнота, наприклад, з декількома персонажами в телесеріалах DC Comics, включаючи Всесвіт Стріли. Крім того, в серіалі Marvel Television «Джессіка Джонс» були персонажі-лесбійки і транси. На завершення Вері сказав, що це був «значний крок вперед для репрезентації ЛГБТ-спільноти» в КВМ, але ще належить з'ясувати, чи зможе Локі «висловити одностатеве кохання або сексуальний потяг», як це зробили гетеросексуальні пари у франшизі. Метт Патчес і Сюзана Поло з Polygon написали, що цей момент здався «вагомим» в порівнянні з попередніми оголошеннями Діснея, які рекламують персонажів-геїв у фільмах Walt Disney Animation Studios або Pixar, які складався з одного кадру або рядки діалогу, але вони попередили, що, оскільки Локі ще не був помічений в якихось відносинах в КВМ, застосовувалася концепція «безстатевого персонажа-квір», яка є «такою ж частиною гомофобною пропаганди, як і злочинний персонаж-квір». Шанувальники відсвяткували цей момент, а також «артистизм, з яким він був виконаний».